# مسترجسيات
المُسْتَرْجِسيات أو السورداريات (الاسم العلمي: Sordariales) هي رتبة من الفطريات تتبع الطائفة المسترجسانية من شعبة الفطريات الزقية.

## التصنيف
- طائفة المسترجسانية
  - تحت طائفة المسترجسانيات
    - رتبة المسترجسيات
      - الفصيلة المسترجسية
        - جنس المسترجسة